# Henrik Irgens
Henrik Irgens (ur. 25 stycznia 1899 r. w Oslo, zm. 9 czerwca 1938 r. w Oslo) – norweski duchowny katolicki, administrator wikariatu apostolskiego Norwegii w latach 1930–1932.

## Życiorys
Urodził się w Oslo w rodzinie katolickiej. 27 września 1925 r. otrzymał święcenia kapłańskie z rąk ówczesnego wikariusza apostolskiego bpa Johannesa Olava Smita. Następnie został wysłany na specjalistyczne studia do Rzymu.
Po ich ukończeniu wrócił do kraju, gdzie 1 sierpnia 1929 r. został proboszczem parafii pw. św. Pawła w Bergen. W czerwcu tego samego roku został przeniesiony do Oslo. Został sekretarzem apostolskiego wikariatu Norwegii.
W 1930 r. po śmierci biskupa Olava Offerdahla został nominowany na stanowisko tymczasowego administratora norweskiego wikariatu apostolskiego. W tym czasie został on przekształcony w Wikariat apostolski Oslo. Funkcję swoją sprawował do czasu wyboru nowego biskupa, którym został Jacques Mangers.
Zmarł 9 czerwca 1938 r. w Oslo i został pochowany w podziemiach tamtejszej katedry pw. św. Olafa.